# نانوژل
نانوژل (به انگلیسی: Nanogel) ذرات نانومتری هستند به شکل شبکه‌های سه بعدی که با واکنش‌های فیزیکی یا شیمیایی تشکیل می‌شوند. نانوژل‌ها مانند نانوذرات قابلیت تزریق به خون را دارند
قابلیت جذب درصد زیادی آب، زیست سازگاری، قابلیت بارگذاری زیاد و دقیق مواد فعال مانند دارو، پایداری زیاد و قابلیت پاسخ دهی به محرک‌های بیرونی مثل قدرت یونی، PHو دما را دارند
پایداری داروی بارگذاری شده در نانوحامل مسئله مهمی در دارورسانی هدفمند است. ملکولهای دارو به طور تصادفی به بافت سالم نشت می‌کنند؛ که در این حالت نانوحامل بدون دارو به بافت هدف می‌رسد برای حل این مشکل از نانوحامل‌های با اتصالات عرضی به نام نانوژل استفاده می‌شود.
پلپیمرهایی که برای ساخت نانوژل استفاده می‌شوند به دو دسته پلیمرهای طبیعی وپلیمرهای مصنوعی تقسیم می‌گردد پلیمرهای طبیعی به علت عدم سمیت، دسترسی آسان، قیمت مناسب و همچنین داشتن گروههای عاملی فراوان در ساختار اصلی مانند گروههای هیدروکسی، آمین وکربوکسیلیک اسید برای تشکیل اتصالات عرضی و نیز اتصال به لیگاندها یا ماده فعال مناسبند
نانوژل‌ها موارد مناسبی به عنوان نانوحامل در دارورسانی هستند
نانوژل‌ها انتخاب مناسبی برای دارورسانی به سلولهای سرطانی و دارورسانی بیحس کننده‌های موضعی هستند
در زمینه نوردینامیک درمانی برای بارگذاری حسگرهای نوری کاربرد دارند
از نانوژل برای انتقال siRNA استفاده می‌شود
می‌توان گفت نانوژل‌ها ویژگی هیدروژل‌ها و نانوذرات کلوئیدی را به طور همزمان دارند
مقدار رهایش دارو در نانوژل با تغییر مقدار پیوندهای عرضی قابل کنترل است.